# Klismos

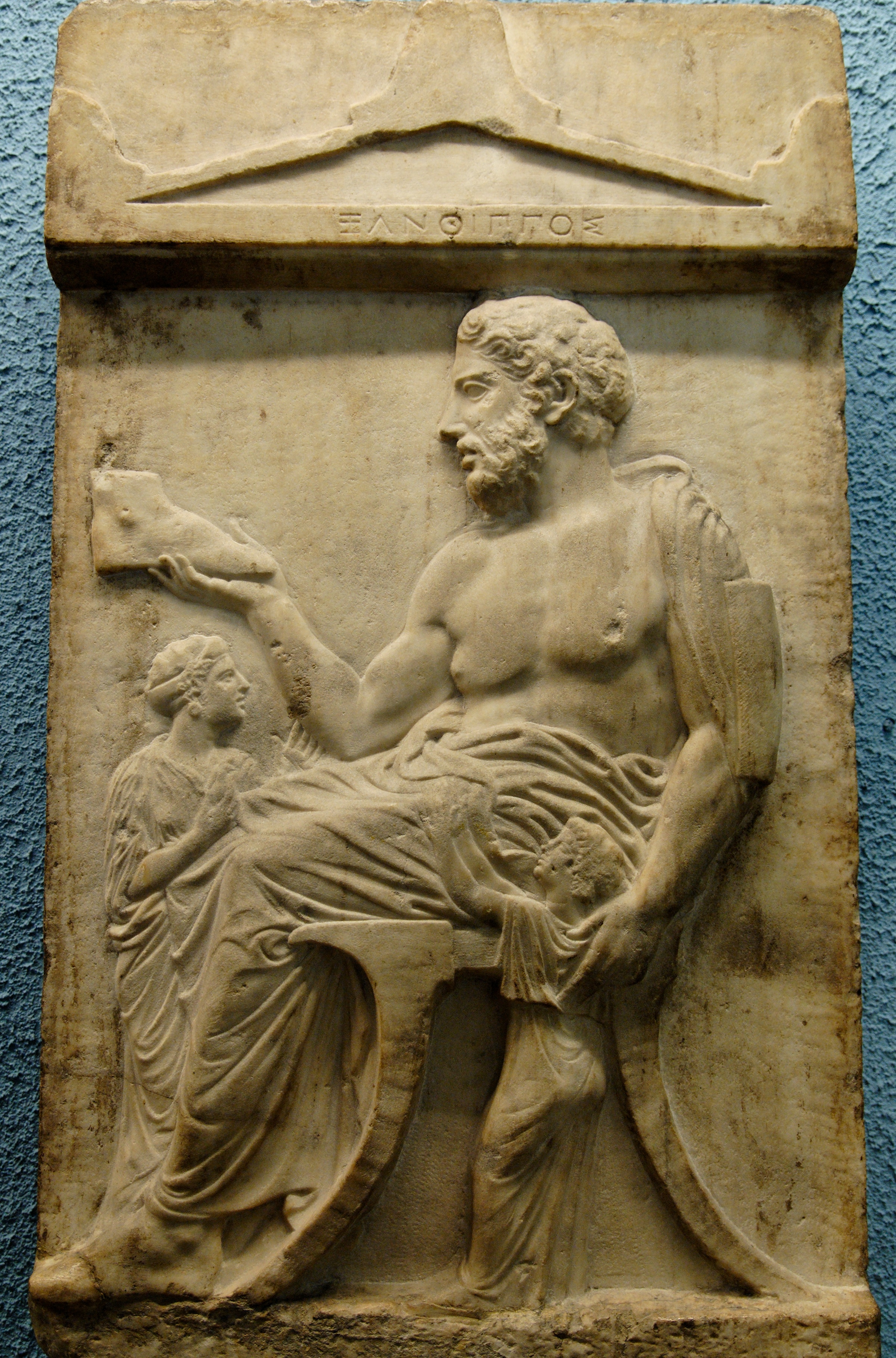
Klismos (sedia), con schienale curvo e affusolato, gambe ricurve, su stele di Santippo, Atene, ca. 430-420 a.C.

Una klismos (in greco antico: κλισμός?) è un tipo di sedia dell'antica Grecia, familiare in quanto presente in raffigurazioni di mobili antichi dipinti su manufatti in ceramica greca e in bassorilievi dalla metà del V secolo a.C. in poi. Nei poemi epici, al termine klismos viene dato il significato di poltrona, ma nessuna descrizione specifica traspare relativamente alla sua forma; in Iliade XXIV, dopo l'appello di Priamo, Achille si alza dal suo thronos, solleva in piedi l'uomo anziano, va a preparare il corpo di Ettore per il funerale e torna a prendere posto sulla sua klismos.
Una pittura vascolare di un satiro che porta una sedia klismos sulle spalle illustra chiaramente la sua forma. Le gambe curve e affusolate della sedia klismos divergono in avanti e all'indietro, offrendo stabilità. Le gambe posteriori proseguono verso l'alto per supportare un vasto schienale concavo che sostiene le spalle di chi è seduto ed è abbastanza basso per appoggiarvi un gomito.
Le klismos caddero in disgrazia durante l'ellenismo; tuttavia, il teatro di Dioniso, ai piedi dell'Acropoli di Atene, del I secolo, ha scolpite delle klismoi. Quando una klismos è rappresentata in ritratti romani di individui seduti, le sculture sono copie di opere greche. La caduta in disuso delle klismos potrebbe essere dovuta ad un difetto di progettazione, poiché le gambe della sedia, che si piegano verso l'esterno, potevano non essere in grado di sostenere il peso di chi si sedeva sopra.
La klismos fu ripresa nel corso della seconda fase archeologica del neoclassicismo europeo. Sedie klismos sono ampiamente presenti a Parigi in mobili acquistati dal pittore Jacques-Louis David presso il mobiliere Georges Jacob nel 1788, per essere utilizzati come oggetti di scena in dipinti storici dello stesso David, poiché il nuovo senso di storicismo richiedeva autenticità visiva. Sarebbe difficile trovare una sedia klismos francese di epoca anteriore rispetto a quelle progettate dall'architetto Jean-Jacques Lequeu nel 1786 per un arredamento in stile "etrusco" per l'hôtel Montholon, boulevard Montmartre, e realizzate da Jacob; gli arredi sono scomparsi, ma i disegni ad acquerello sono conservati nel Cabinet des Estampes. Simon Jervis ha notato che Joseph Wright of Derby incluse una sedia simile nel suo Penelope disfa la sua tela, 1783-1784 (J. Paul Getty Museum).

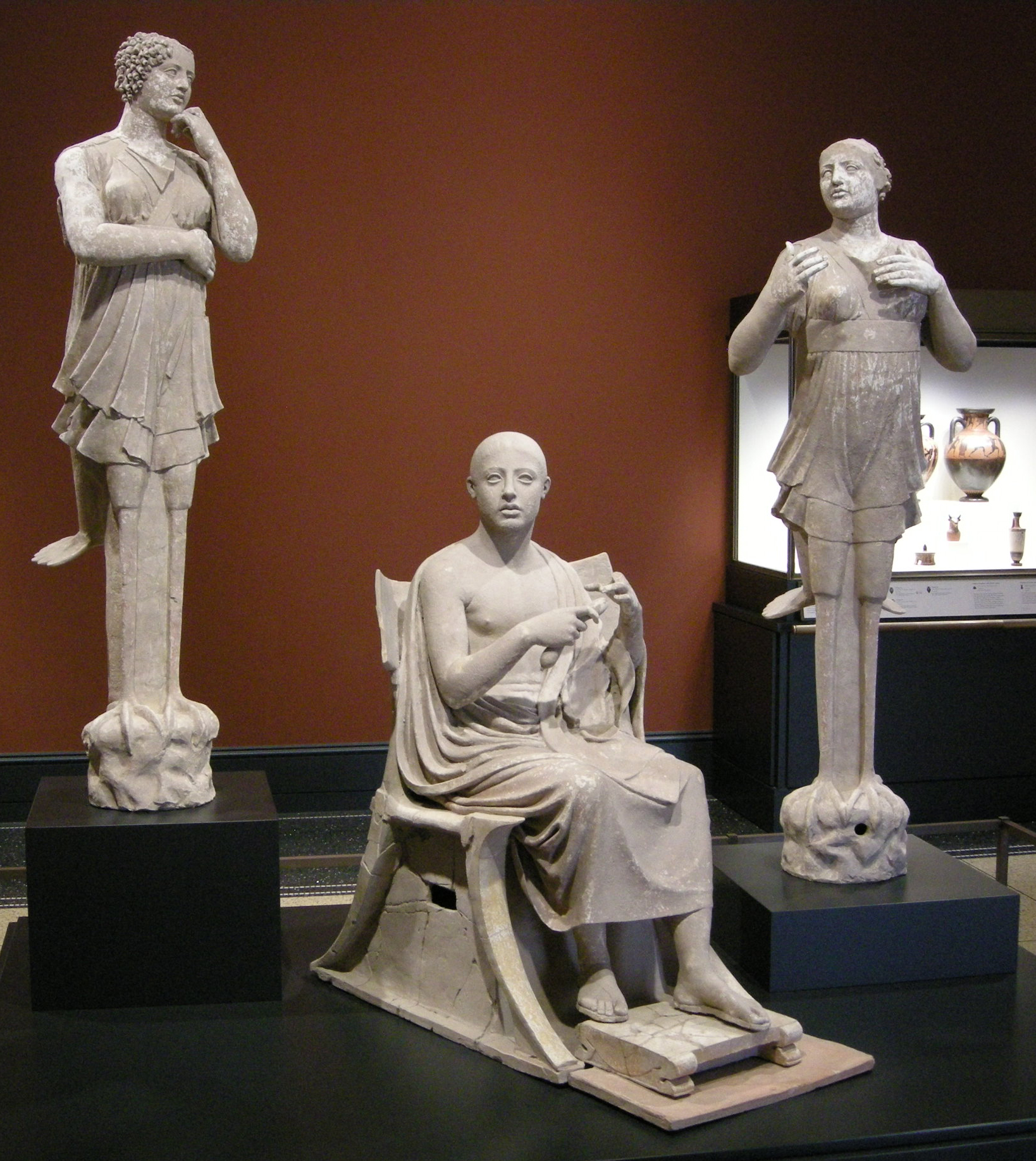
Gruppo scultoreo con Orfeo seduto in una klismos.

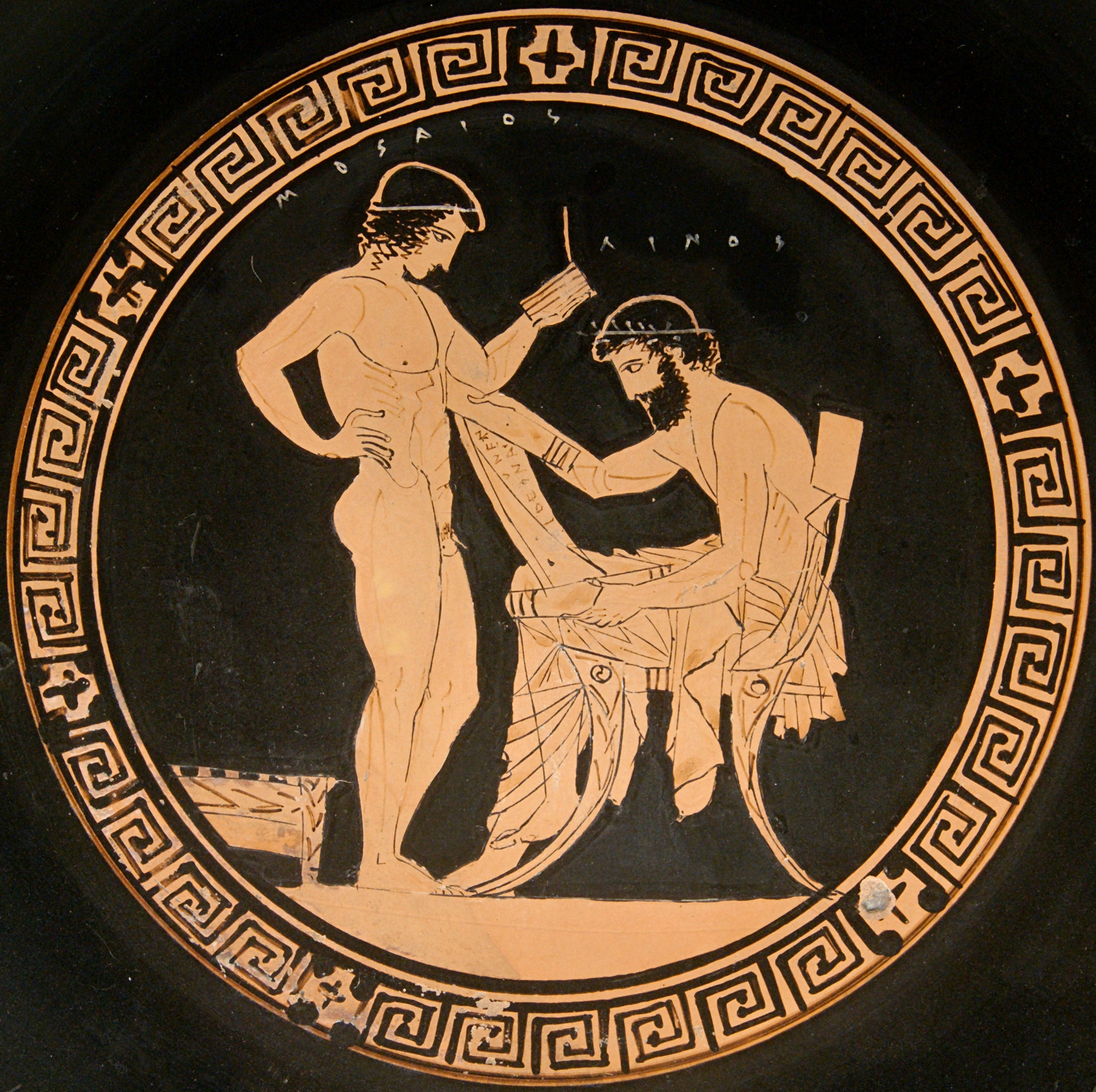
Klismos disegnato su piatto attico a figure nere del 440-435 a.C., Lovre

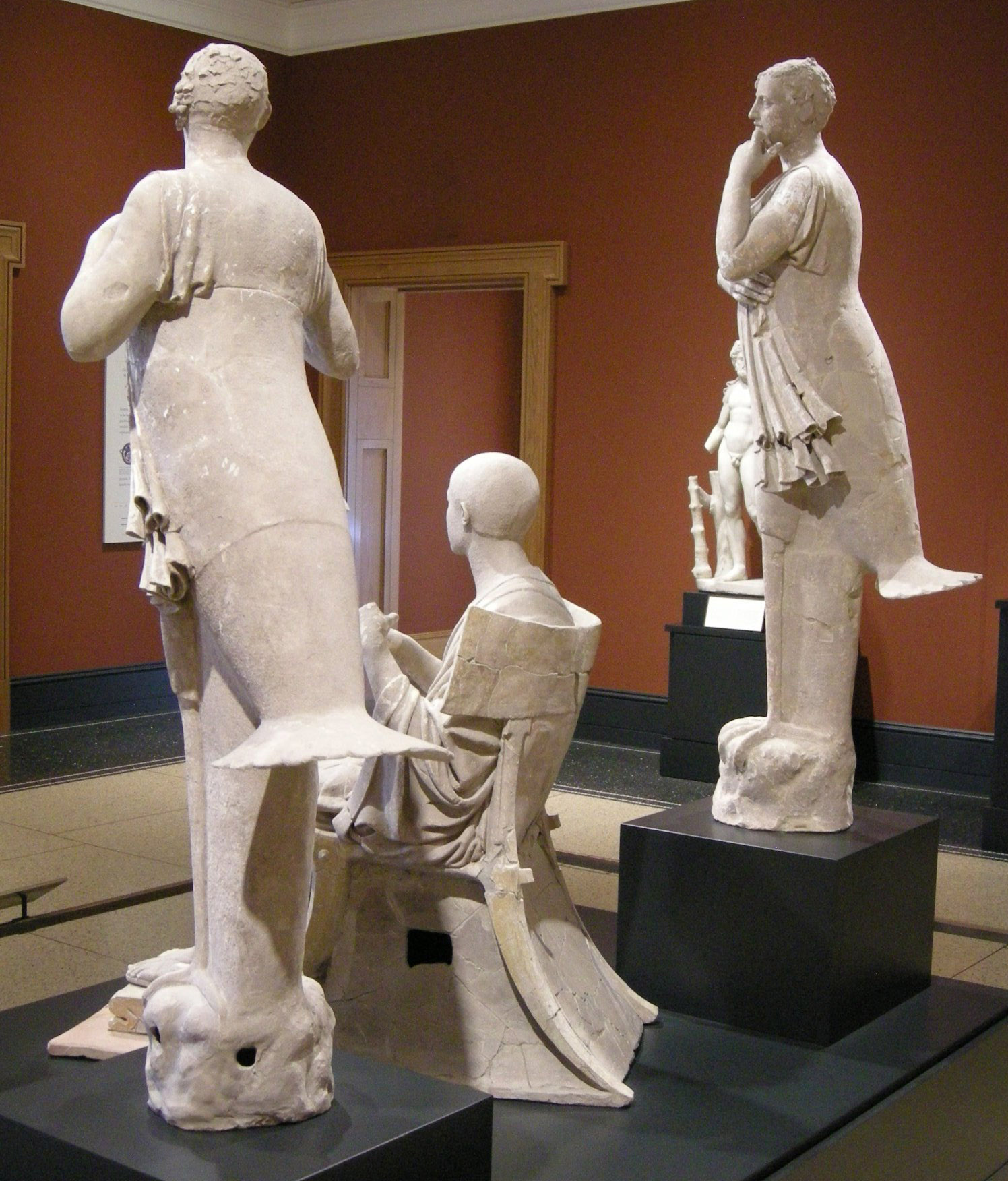
Gruppo scultoreo rappresentante Orfeo e due sirene (vista posteriore).

A Londra, le prime klismos vennero disegnate da Thomas Hope per la sua casa in Duchess Street, che George Beaumont nel 1804 disse essere "più un museo che altro"; le sedie klismos vennero illustrate da Hope in diverse varianti in Household Furniture and Interior Decoration (1807), il catalogo della sua semi-pubblica casa-museo. Sedie klismos nella loro forma più pura arredano la Pinacoteca di Hope (pl. II) e la seconda camera contenente vasi greci (pl. IV), ma le gambe delle sedie presentano variazioni sul tema classico illustrato in piatti di ceramica greca. Il dipinto di Henry Moses Illustrazione di signorili giocatori di carte seduti su sedie klismos, apparve in Hope, Designs of Modern Costume (c. 1812).
Con la presenza di sedie klismos, una collezione di vasi greci, un autoritratto di Adam Buck e della sua famiglia, è stato pensato di rappresentare in maniera significativa Thomas Hope.  Le sedie klismos vennero disegnate per Packington Hall, Warwickshire,  da Joseph Bonomi.
A Filadelfia, l'architetto Benjamin Henry Latrobe disegnò una serie di klismos per un interno in puro stile neoclassico, commissionatogli da William Waln per il suo salotto nel 1808. Il disegno di Latrobe, era realizzato nei colori crema e rosso su uno sfondo nero, la gamma di colori "etrusca", con uno schienale concavo e gambe curvate verso l'esterno. Per la Casa Bianca, Latrobe disegnò, nel 1809, delle klismos rinforzate per supplire alle gambe sporgenti che potevano rendere fragili le sedie. Una serie di klismos americane dei primi del XIX secolo, sono state incluse nella mostra "gusto classico in America, 1800-1840", Baltimore Museum of Art, 1993.
Tali rivisitazioni severamente accademiche potevano essere compromesse da caratteristiche più familiari della prassi abituale dei fabbricanti di sedie: una kismos dei primi anni del XIX secolo disegnata da JE Höglander, Stoccolma aveva uno schienale imbottito, sostenuto da cinque esili colonnine e le facce delle gambe erano leggermente rivestite.
La fase classicheggiante del modernismo si alleò con l'Art déco trovando le linee semplici delle klismos ancora una volta piacevoli: le sedie klismos progettate dal danese Edvard Thomspon sono state illustrate in Architekten 1922. Nel 1960, T. H. Robsjohn-Gibbings incontrò gli ebanisti greci Susan e Eleftherios Saridis, e, insieme, crearono la linea klismos di mobili, ricreando antichi arredi greci con una certa precisione; tra i vari mobili anche delle sedie klismos.

## Costruzione
La curva lunga ed elegante dei piedi era molto difficile da realizzare; doveva essere ricavata da un unico pezzo di legno, costruita utilizzando un incastro a tenone e mortasa, piegando il legno con il vapore, o facendo piegare il legno durante la crescita.
Il sedile era costruito con quattro doghe tornite di legno, incastrate nelle gambe; una rete di strisce di fibre vegetali o di pelle sosteneva un cuscino o una pelle. I klismos erano un'invenzione greca, senza rilevanti ispirazioni precedenti.